# یواس‌اس نچس (ای‌او-۴۷)
یواس‌اس نچس (ای‌او-۴۷) (به انگلیسی: USS Neches (AO-47)) یک کشتی بود که طول آن ۵۲۰ فوت (۱۶۰ متر) بود. این کشتی در سال ۱۹۴۱ ساخته شد.